# اسپرینگفیلد (کلرادو)
اسپرینگفیلد (به انگلیسی: Springfield) شهری در ایالت کلرادو کشور ایالات متحده آمریکا است که جمعیت آن در سرشماری سال ۲۰۱۰ میلادی، ۱٬۴۵۱ نفر بوده‌است.